# エンドツーエンド暗号化
エンドツーエンド暗号化（英語: end-to-end encryption、E2EE、E2E暗号化）は、通信経路の末端でメッセージの暗号化・復号を行うことで、通信経路上の第三者からのメッセージの盗聴・改ざんを防ぐ通信方式である。E2EEを用いた通信では、メッセージは意図した受信者だけが復号できるよう暗号化してから転送されるため、通信が傍受されたり、通信を中継するサーバが危殆化したりした場合でも、通信の機密性が確保される。
TLSでは、通信はメッセージを中継するサーバとの通信経路では保護されるが、中継サーバからは保護されない。一方、E2EEを用いると、メッセージはサーバ間ではなく通信経路の末端で暗号化・復号されるため、通信は中継サーバを含む意図した受信者以外から保護される。
エンドツーエンドは「端から端まで」を意味する英単語であり、エンドツーエンド暗号化とは「端から端までの暗号化」という意味である。
2022年現在、エンドツーエンド暗号化はWhatsApp、iMessage、Signal、Telegramなどの主要なメッセンジャーサービスで実装されており、普及が進んでいる。

## 例

### クラウドストレージ
利用者がクラウドストレージサービスにデータをアップロードする際、一般的な通信経路のみの暗号化では、サービスの管理者がデータにアクセスできるほか、サーバが危殆化した場合、データの機密性が損なわれる。
しかし、エンドツーエンド暗号化を使用する場合、データはアップロード前に暗号化され、復号に必要な鍵を持っているのは利用者のみであるため、管理者がデータにアクセスすることはできない。また、サーバが危殆化した場合でも、データの秘匿性が確保される。

### インスタントメッセージング・電子メール
インスタントメッセージングや電子メールで、中継サーバを経由して複数人が通信する際に、中継サーバ間の通信の暗号化のみを行った場合、中継サーバの管理者が通信内容にアクセスできる。また、中継サーバが危殆化した場合、通信の秘匿性が損なわれる。
しかし、エンドツーエンド暗号化を使用する場合、メッセージはネットワークを経由して転送される前に通信経路の末端で暗号化されるため、サーバは通信内容にアクセスできない。また、中継サーバが危殆化した場合にも、攻撃者が通信内容にアクセスすることは困難で、通信の秘匿性が確保される。
メッセンジャーサービスや電子メールの様にAとBが通信を行う場合には、公開鍵暗号方式、または事前に安全な方法で両者が鍵を共有した共通鍵暗号方式、およびそれらを組み合わせたハイブリッド暗号方式のいずれかを利用することでエンドツーエンド暗号化が可能になる。例としてPGPやエンドツーエンド暗号化に対応したサービスなどを用いることでエンドツーエンド暗号化を行える。

## 既定でエンドツーエンド暗号化を使用しているサービス

### 電子メールサービス
- Proton Mail - 利用者間の電子メールを自動ですべてE2E暗号化する[17]。暗号化はPGPベースのため、設定することでProton Mail利用者以外でPGPを使用している人物との電子メールもE2E暗号化可能。
- Tuta - 利用者間の電子メールを自動ですべてE2E暗号化する[18]。

### メッセンジャーサービス
- Signal - 利用者間の通信をすべてE2E暗号化する[11][19]。オープンソース。
- Wire - 利用者間の通信をすべてE2E暗号化する[20]。オープンソース。ただし、一部メタデータはE2E暗号化されない[21]。
- WhatsApp - 利用者間の通信をすべてE2E暗号化する。Signalと同じSignalプロトコルが使用される[9][10]。
- iMessage - 利用者間の通信をすべてE2E暗号化する。
- Google メッセージ - 利用者間のRCSベースの通信をすべてE2E暗号化する。
- Element (Matrix) - 2020年5月からE2E暗号化機能は既定で有効（以前はオプション機能であった）[22]。

### クラウドストレージサービス
- MEGA[23]
- Proton Drive[24]
- Tresorit[23][25]
- Sync[26]
- Cryptee[27]
- Filen[28]
- Ente[29]

### 暗号化ソフトウェア
- Cryptomator - クラウドストレージにアップロードするデータを暗号化できるオープンソースの暗号化ソフトウェア。

## 限定的な範囲でエンドツーエンド暗号化を使用しているサービス

### 電子メールクライアント
- Thunderbird - E2E暗号化機能が存在[30]。

### メッセンジャーサービス
- Zoom - E2E暗号化機能は既定では無効。利用者が有効化する必要がある[31]。
- Skype - E2E暗号化機能は既定では無効。利用者が有効化する必要がある[13][12]。
- Facebook Messenger - E2E暗号化機能は既定では無効。利用者が有効化する必要がある[32][33]。
- Telegram - E2E暗号化機能は既定では無効、利用者がシークレットチャット機能を選択する必要がある。ただし独自プロトコルであるため、安全性が疑問視されている[34]。
- LINE - テキストメッセージ（一部を除く）、位置情報、1：1音声・ビデオ通話のみがLetter Sealingを用いたE2E暗号化の対象。画像・動画・添付ファイル・アルバム・イベント・グループ通話・ノート・タイムライン・プロフィール情報などは、E2E暗号化されない。

また、通信相手のうちの一人でもこの機能を無効化している場合は、その通信相手を含むチャット、グループのすべての通信がE2E暗号化の対象外となる。トーク画面右上のボタンから表示されるメニューの下部に、「このトークルームではLetter Sealingが適応されています。」という文字と南京錠アイコンが表示されていない場合は、そのチャットに参加している誰かが、この機能を無効化しており、結果としてE2E暗号化されていないことを示す。

### クラウドストレージ
- pCloud - 追加機能pCloud EncryptionでE2E暗号化を利用可能[36]。
- Nextcloud - 試験的機能としてE2E暗号化を利用可能[37]。
- iCloud Drive - 「高度なデータ保護」を有効にすることでE2E暗号化を利用可能[38]。

## 規制
2020年10月11日、イギリス、アメリカ、カナダ、オーストラリア、ニュージーランド、インド、日本の連名で、英国政府がエンドツーエンド暗号化された通信に法執行機関がアクセスできるようにするよう、IT企業へバックドアの設置を要請する国際声明を発表した。